# Darśana
Darśana (devanāgarī: दर्शन,  dalla radice sanscrita drś, cioè "vedere"; anglizzato in darshan) è un aggettivo e un sostantivo neutro sanscrito dai molteplici significati.
In qualità di aggettivo darśana indica "che espone", "che mostra", "che sa", "che insegna", "che rivela".
In qualità di sostantivo neutro darśana possiede numerosi significati che vanno dalla "vista", all'"indagine", al "discernimento", all'"opinione", alla "dottrina".
Nell'ambito delle cosiddette "teologie" o filosofie religiose induiste il termine darśana indica un sistema teorico o interpretativo frutto di un "punto di vista".
Tali sistemi interpretativi prendono avvio dal pieno periodo del Brahmanesimo fino agli inizi dell'Induismo (dal IV secolo a.C. al IV secolo d.C.).
La necessità di pronunciare un astika ("è così") rispetto alla interpretazione dei Veda rientra tra i "quattro obiettivi dell'uomo" (quattro puruṣārtha) stabiliti dai Dharmasūtra (VI secolo a.C.-V secolo d.C.). L'ultimo di questi obiettivi denominato mokṣa inerisce al saṃnyāsin (il rinunciante) il quale deve necessariamente mettere in atto quelle vie di liberazione collegate ai Veda  che lo emancipino dalla schiavitù del karman. Da qui la necessità  di elaborare delle darśana sulla comprensione della realtà e sulle vie di emancipazione.

## Le sei scuole di interpretazione deiVeda
Sei sono le  darśana considerate ortodosse dal punto di vista dell'Induismo: Mīmāṃsā, Vedānta, Nyāya, Vaiśeṣika, Yoga e Sāṃkhya.
Di queste le Mīmāṃsā e Vedānta sono considerate particolarmente legate ai Veda e quindi indicate come smārta (ovvero come le Smriti legate direttamente alle Shruti).
Le restanti quattro, Nyāya, Vaiśeṣika, Yoga e Sāṃkhya, pur inserendosi nella tradizione vedica affrontano tali testi secondo una spiegazione logica o razionale e per questo vengono indicate come haituka (causate, ragionate). 

### Sāṃkhya
Unitamente allo Yoga questa darśana, denominata Sāṃkhya (il Misurabile), risulta tra le più influenti nel pensiero religioso induista. E anche se i rispettivi testi, come le Sāṁkhyakārikā di Iśvarakṛṣṇa, risultano tra le più tarde (IV secolo d.C.), secondo Alf Hiltelbeitel sono comunque:
(Alf Hiltelbeitel. Enciclopedia delle Religioni vol.9. Milano, Jaca Book, 2006, pag.171.)
Il Sāṃkhya è sostanzialmente una darśana "ateistica" in quanto non contempla la divinità come oggetto della sua indagine. La sua terminologia (che presenta analogie con il Giainismo) e la sua cosmologia sono diventate basilari per l'intero Induismo. Essa si fonda sostanzialmente su una contrapposizione tra l'elemento spirituale puruṣa e la materia impersonale prakṛti: obiettivo dell'uomo è isolare (kaivalya) la prima dalla seconda e così raggiungere la liberazione (mokṣa).

### Nyāya
Nyāya è una scuola di speculazione filosofica (divenuto solo in seguito un sistema metafisico) che si basa su testi conosciuti come Nyāyasūtra, che furono scritti da Akṣapāda Gautama, nel III-II secolo a.C.. 
Il contributo più rilevante apportato dal Nyāya all'Induismo moderno consiste nella metodologia; quest'ultima è basata su un sistema logico che in seguito fu adottato dalla maggior parte delle altre scuole induiste (ortodosse o non), similmente al modo in cui scienza, religione e filosofia occidentali possono considerarsi basate sulla logica aristotelica.
Nyāya però differisce dalla logica aristotelica, in quanto non è semplicemente una logica fine a sé stessa. Secondo questa scuola di pensiero, ottenere una "valida conoscenza" è l'unico modo per ottenere la liberazione dalla sofferenza; l'unica conoscenza autentica è quella che non potrà mai essere soggetta a dubbio o contraddizione, quella che riproduce l'oggetto per ciò che realmente è, e che pertanto permette di percepire la realtà in maniera veritiera e fedele. Solamente questa può considerarsi vera conoscenza, ed è contrapposta al "ricordo" e al "dubbio", così come al ragionamento puramente ipotetico e, quindi, incerto.

### Vaiśeṣika
Il Vaiśeṣika, codificato nel Vaiśeṣikasūtra di Kaṇāda(III sec. a.C.-II sec. d.C.) costituisce la "dottrina distintiva", l'analisi dell'esistente. 
Questo darśana è diretto alla conoscenza delle cose singole in quanto tali, considerate in modo distintivo nella loro esistenza contingente e può essere definito come un realismo atomistico pluralista. Esso cerca di definire i caratteri generali delle cose osservate e postula sei categorie (padārtha) tramite le quali "classifica" la molteplicità della manifestazione: sostanza (dravya), qualità (guṇa), azione (karman), generalità (sāmānya), particolarità (viśeṣa), inerenza (samavāya). Come per ogni altro darśana, la sua ricerca della verità delle cose è sempre rivolta a liberare la coscienza dell'individuo imprigionata nell'ignoranza.

### Yoga
Questo darśana si fonda sullo Yogasūtra di Patañjali (tra il III sec. a.C. e il IV-VI secolo d.C.) , che raccoglie 196 aforismi.

### Vedānta
Il Vedānta è, tra i darśana, quello che costituisce la base della maggior parte delle scuole moderne dell'Induismo. "Vedānta" è un termine sanscrito che ha il significato di fine dei Veda (anta, "fine", del Veda), intendendo in questo caso sia le Upaniṣad, per l'appunto parte finale del corpus vedico, sia il fatto che esse rappresentino il culmine dello stesso corpus nel senso che indirizzano al fine ultimo dello stesso, il  mokṣa ("liberazione"), sia nel senso che tale letteratura viene studiata per ultimo, dopo gli altri testi. In tal senso questo alveo dottrinale fa particolare riferimento a un "triplice canone" (prasthanātraya: traya, tre; prasthanā, "punto di avvio" ) che corrisponde alle Upaniṣad, alla Bhagavadgītā, al Brahmasūtra di Bādarāyaṇa, quindi ai testi dei loro rispettivi epitomatori e commentatori.
Tradizionalmente sono infatti sei le principali correnti (sampradāya) indicate come Vedānta le quali, pur radicandosi nel prasthanātraya,  offrono dottrine e teologie assolutamente diverse tra loro:
- la corrente di Śaṅkara (VI-VII secolo) fondata sulla dottrina del kevalādvaita;
- la corrente di Rāmānuja (XI secolo) fondata sulla dottrina dello viśiṣtādvaita;
- la corrente di Madhva (XIII secolo) fondata sulla dottrina dello dvaita;
- la corrente di Nimbārka (XIV secolo) fondata sulla dottrina dello dvaitādvaita;
- la corrente di Vallabha (XV-XVI secolo) fondata sulla dottrina dello śuddhādvaita;
- la corrente di Caitanya (XVI secolo) fondata sulla dottrina dell'acintya-bhedābheda[4].